# Sunday Girl (Erasure-låt)
"Sunday Girl" är en låt inspelad av den brittiska synthpopduon Erasure.  Den skrevs av Erasure-medlemmarna Vince Clarke och Andy Bell, och är öppningsspår på albumet Light at the End of the World. Singeln släpptes i Storbritannien den 11 juni 2007, som andra singel ut från albumet..  I Nordamerika släpptes den i juli 2007.
"Sunday Girl" är en elektronisk upptempolåt om en person i nattlivet som under ett nattklubbsbesök träffar Bell, som erbjuder sig att dansa med henne tills söndagsmorgonen, men varnar henne för att inte "röra till sitt liv, söndagsflicka."
En inofficiell musikvideo till låten spelades in för Erasures officiella webbplats, bestående av backstagescener och liveframträdanden från bandets turné Light at the End of the World.
Singeln blev Erasures 24:e Top 40-singel i Storbritannien, men ändå deras lägst placerade (och första att missa Top 30) sedan "Oh L'amour" 1986.

## Låtlista

### Storbritannien, CD-singel (CDMUTE376)
1. "Sunday Girl" (Radio Mix)
2. "Take Me on a Highway"

### Storbritannien, maxi-CD-singel (LCDMUTE376)
1. "Sunday Girl" (Extended 12" Mix)
2. "Sunday Girl" (Riffs & Rays Club Edit)
3. "Sunday Girl" (Riffs & Rays Dub Edit)

### Storbritannien, vinylskiva (MUTE376)
1. "Sunday Girl" (Radio Mix)
2. "Take Me on a Highway"

### Nordamerika, maxi-CD-singel
1. "Sunday Girl" (Radio Mix)
2. "Take Me on a Highway"
3. "Sunday Girl" (Extended 12" Mix)
4. "Sunday Girl" (Riffs & Rays Club Edit)
5. "Sunday Girl" (Riffs & Rays Dub Edit)

## Listplaceringar
| Lista (2007)               | Topplacering |
| -------------------------- | ------------ |
| Brittiska singellistan     | 33           |
| Tyska singellistan         | 76           |
| US Hot Dance Singles Sales | 1            |